# Entre Rios do Oeste
Entre Rios do Oeste ist ein brasilianisches Munizip im Westen des Bundesstaats Paraná. Es hat 3644 Einwohner (2022), die sich Entrerrienser nennen. Seine Fläche beträgt 121 km². Es liegt 272 Meter über dem Meeresspiegel.

## Etymologie
Im Jahr 1962 wurde der Distrikt Entre Rios gegründet. Er erhielt seinen amtlichen Namen aufgrund der Lage zwischen den Flüssen São Francisco Verdadeiro und São Francisco Falso.

## Geschichte

### Besiedlung
Das Gebiet von Entre Rios do Oeste gehörte einst zum Munizip Guarapuava. Ab 1914 war es Teil des neu emanzipierten Munizips Foz do Iguaçu. Im Jahr 1920 wurde die erste Straße von Foz do Iguaçu nach Curitiba eröffnet. Entre Rios lag abseits dieser Route. Erst 1950 wurde die Staatsstraße PR-495 gebaut, die eine Verbindung zum Süden Brasiliens herstellte. Sie verlief auf der alten Estrada do Colono. Sie verband Foz do Iguaçu mit Guaíra und führte durch Entre Rios. Dies förderte die Ansiedlung vieler Menschen aus dem Süden im Gebiet von Entre Rios.
Ab 1951 gehörte es zum neu gegründeten Munizip Toledo. Im Jahr 1956 kam eine erste Gruppe von Ansiedlungsinteressenten, um das Land kennen zu lernen. Die ersten Einwohner wurden 1959 amtlich gemeldet, die Familien João Naue, Ervino Hentges und Anselmo Scheffler. Die Straßen waren zwar noch prekär, aber immerhin schon vorhanden. Die erste Brücke über den São Francisco wurde gebaut. Sie wurde immer wieder von Hochwasser wegschwemmt. Eine Zeit lang wurde ein Floß betrieben, das mit Muskelkraft an einem Seil von Ufer zu Ufer gezogen wurde.
Ab 1960 war der Ort Teil von Marechal Cândido Rondon. Das erste Sägewerk mit einer Dampfmaschine wurde von Gustavo Brissow in Betrieb genommen. Bruno Spier richtete den ersten Gemischtwarenladen ein, der alle Bedürfnisse der ersten Einwohner abdeckte. Die Bauern kauften auf Kredit, den sie nach der Ernte tilgten.

### Lutheranische und katholische Gemeinden
Am 12. November 1960 wurde die Gemeinde Comunidade Evangélica Luterana da Paz de Entre Rios gegründet. Der Bau der Kirche wurde jedoch erst 1963 abgeschlossen.
Kurz darauf wurde am 3. Dezember 1960 eine zweite Kirche, die Evangelische Kirche Lutherischen Bekenntnisses in Brasilien (IECLB), gegründet. Der Kirchenbau erfolgte 1964.
Die katholische Gemeinde nahm ihre Tätigkeit 1961 auf. Obwohl sie die dritte christliche Gemeinde in Entre Rios war, baute sie schon 1962 die erste Kirche.

### Wirtschaftliche Entwicklung
Im Jahr 1962 wurde eine tägliche Busverbindung eröffnet. Die erste Reismühle wurde 1965 von Helmuth Fleck in Betrieb genommen. Die Elektrizität kam 1966 mit einem Generator der Laminadora Cedrella. Die öffentliche Stromversorgung wurde ab 1972 von der Copel erbracht. Die Telefonvermittlung wurde 1978 eingerichtet, noch mit manueller Vermittlung der überörtlichen Gespräche.
Erst 1969 wurde die Straße Foz do Iguaçu nach Paranaguá asphaltiert und in BR-277 umbenannt, was für die Erschließung des gesamten Westens von Paraná notwendig war. Das Leitungswassernetz wurde 1982 gebaut. Die ersten Ortsstraßen wurden 1982 befestigt. Die Überlandstraße war bis 1987 ein Feldweg, bis der Asphalt Marechal Cândido Rondon mit Santa Helena verband.
Im Jahr 1996 wurde der Gewerbepark eingerichtet, wodurch sich die Beschäftigungsquote in Entre Rios do Oeste erhöhte.

### Itaipu-Stausee
Im Jahr 1982 wurde der große Stausee geflutet. Die Landbevölkerung hatte große Angst vor Enteignung. Viele Familien zogen ganz weg, und manche wechselten in die Stadt, um sich beruflich zu verändern.
Mit staatlichen Mitteln wurde 1996 das Wassersportzentrum gebaut, das mit der Stadt per asphaltierter Straße verbunden ist. 1998 erlebte die Gemeinde einen sportlichen Höhepunkt mit internationaler Ausstrahlung, die World Nature Games mit internationalen Kanuwettbewerben.
Eine brachliegende Fläche zwischen den beiden Brücken wurde 1999 für die Einrichtung des Strandes genutzt, der dann nach und nach aufgebaut wurde.

### Erhebung zum Munizip
Entre Rios do Oeste wurde durch das Staatsgesetz Nr. 9301 vom 18. Juni 1990 aus Marechal Cândido Rondon ausgegliedert und in den Rang eines Munizips erhoben. Es wurde am 1. Januar 1993 als Munizip installiert.

## Geografie

### Fläche und Lage
Entre Rios do Oeste liegt auf dem Terceiro Planalto Paranaense (der Dritten oder Guarapuava-Hochebene von Paraná). Seine Fläche beträgt 121 km². Es liegt auf einer Höhe von 272 Metern.

### Vegetation
Das Biom von Entre Rios do Oeste ist Mata Atlântica.

### Klima
Das Klima ist gemäßigt warm. Es werden hohe Niederschlagsmengen verzeichnet (1545 mm pro Jahr). Im Jahresdurchschnitt liegt die Temperatur bei 22,6 °C. Die Klimaklassifikation nach Köppen und Geiger lautet Cfa.

### Gewässer
Entre Rios do Oeste liegt im Einzugsgebiet des Rio Paraná. Dessen Itaipú-Stausee begrenzt das Munizip im Westen. Der Rio São Francisco Verdadeiro begrenzt das Munizip im Norden, wobei er auf dem westlichen Teil der Grenze von Itaipu her aufgestaut ist.

### Straßen
Entre Rios do Oeste ist über die PR-495 mit Santa Helena im Süden und mit Marechal Cândido Rondon im Nordosten verbunden.

### Nachbarmunizipien
|  | Pato Bragado                                | Marechal Cândido Rondon |
|  | Kompassrose, die auf Nachbargemeinden zeigt |                         |
|  | Santa Helena                                | São José das Palmeiras  |

## Stadtverwaltung
Bürgermeister: Ari Aloísio Maldaner, PSD (2021–2024)
Vizebürgermeister: Luciano André Schaefer, PP (2021–2024)

## Demografie

### Bevölkerungsentwicklung
| Jahr | Einwohner | Stadt | Land |
| ---- | --------- | ----- | ---- |
| 2000 | 3.328     | 60 %  | 40 % |
| 2010 | 3.926     | 67 %  | 33 % |
| 2022 | 3.644     |       |      |

Quelle: IBGE, bis 2010: Volkszählungen und Volkszählung 2022

### Ethnische Zusammensetzung
| Gruppe * | 2000    | 2010    | wer sich als …                                                                   |
| --- | ------- | ------- | -------------------------------------------------------------------------------- |
| Weiße | 94,1 %  | 87,1 %  | weiß bezeichnet                                                                  |
| Schwarze | 1,2 %   | 1,6 %   | schwarz bezeichnet                                                               |
| Gelbe | 0,0 %   | 0,1 %   | von fernöstlicher Herkunft wie japanisch, chinesisch, koreanisch etc. bezeichnet |
| Braune | 4,1 %   | 11,3 %  | braun oder als Mischung aus mehreren Gruppen bezeichnet                          |
| Indigene | 0,4 %   | 0,0 %   | Ureinwohner oder Indio bezeichnet                                                |
| ohne Angabe | 0,3 %   | 0,0 %   |                                                                                  |
| Gesamt | 100,0 % | 100,0 % |                                                                                  |
| *) Das IBGE verwendet für Volkszählungen ausschließlich diese fünf Gruppen. Es verzichtet bewusst auf Erläuterungen. Die Zugehörigkeit wird vom Einwohner selbst festgelegt. |         |         |                                                                                  |

Quelle: IBGE (Stand: 1991, 2000 und 2010)

## Wirtschaft

### Landwirtschaft
In den 1970er Jahren wurde mit einigen landwirtschaftlichen Kulturen experimentiert. Minze und Kaffee erzielten gute Ergebnisse. Auch Sorghum und Sonnenblumen wurden angebaut. Mit der intensiven Mechanisierung wurden diese Kulturen jedoch durch Weizen, Soja und Mais ersetzt.
Von 2005 bis 2008 begann die Gemeinde, stark in den ländlichen Produktionssektor zu investieren, um die Steuereinnahmen zu erhöhen und die Lebensqualität zu verbessern. Damit hat Entre Rios do Oeste heute eine der höchsten Pro-Kopf-Raten in der Schweinezucht in Brasilien und verfügt zudem über eine beachtliche Geflügelproduktion.
Für ein Biogasprojekt wurden 2009 Machbarkeitsstudien durchgeführt. Mit dem Bau wurde 2019 begonnen.

### Abgaben des Kraftwerks Itaipú
Entre Rios do Oeste erhält vom Kraftwerk Itaipú für die Überflutung von 27,0 % seiner Gemeindeflächen Ausgleichszahlungen (genannt Royalties). Im Jahr 2017 finanzierten sie 29,8 % des Muniziphaushalts. Im Zeitraum 1990 bis 2019 beliefen sie sich auf insgesamt 62,0 Mio. US$.